# قرنفلاوات
القرنفلاوات (الاسم العلمي: Caryophylloideae) هي أسرة من النباتات تتبع فصيلة القرنفلية من الرتبة القرنفليات.

## قبائل
- القرنفلاوية (الاسم العلمي:Caryophylleae)
- السيليناوية (الاسم العلمي:Sileneae)
- الدرابيساوية (الاسم العلمي:Drypideae)